# (20827) 2000 UY25
2000 يو واي 25 (ويعرف أيضًا باسم (20827) 2000 يو واي 25 وفق تسمية الكوكب الصغير) (بالإنجليزية: 2000 UY25)‏ هو كويكب ضمن حزام الكويكبات؛ وترتيبه 20827 من حيث الاكتشاف.
اكتُشف هذا الجُرم الفلكي بواسطة بحث لنكولن عن الكويكبات القريبة من الأرض في 24 أكتوبر 2000.

## وصلات خارجية
- (20827) 2000 UY25 في قاعدة بيانات مختبر الدفع النفاث لأجرام النظام الشمسي الصغيرة

- الاكتشاف · مخطط المدار ·  العناصر المدارية · المعلمات المادية

- (20827) 2000 UY25 على موقع ويكي سكاي: DSS2, SDSS, GALEX, IRAS, Hydrogen α, X-Ray, Astrophoto, Sky Map, Articles and images